# Charles Alexandre Lesueur
Charles Alexandre Lesueur, född 1 januari 1778 i Le Havre, död 12 december 1846 i Sainte-Adresse, var en fransk naturforskare, upptäcktsresande och konstnär.
Han deltog i en resa till Australien och Tasmanien med fartyget Le Geographe under ledning av Nicolas Baudin. Under expeditionen blev han den ansvariga konstnären efter att den ursprungliga konstnären lämnade verksamheten. Lesueur samlade tillsammans med naturforskaren François Péron ungefär 2500 dittills okända djurarter och cirka 1500 av dessa blev avbildade i teckningar. Mellan 1815 och 1837 var Lesueur bosatt i södra USA för olika zoologiska studier. Efter återkomsten i Frankrike blev han 1845 kurator för ett naturhistoriskt museum i Le Havre.
Olika djur blev uppkallade efter Lesueur, bland annat ett kängurudjur (Bettongia lesueur), en fladdermus (Cistugo lesueuri), en fågel (Lalage sueurii) och en ödla (Physignathus lesueurii).